# Francisca Pizarro
Francisca Pizarro, född 1534, död 1598, var en inkaprinsessa. Hon var dotterdotter till Huayna Capac.

## Biografi
Francisca Pizarro var dotter till den spanske erövraren Francisco Pizarro och inkaprinsessan Quispe Sisa, och döptes som Inés Huayllas. Hon föddes i Jauja (Peru) i december 1534, och anses vara en av de första mestiser som föddes i Peru. Hennes far mördades då hon var sex år. År 1544, när hennes bror Gonzalo dog, blev hon den rikaste arvtagerskan i landet.
Francisca Pizarros egen farbror Gonzalo Pizarro tvingade henne att gifta sig med honom för att själv kunna bli den politiska och ekonomiska arvtagaren till sin bror Francisco. I detta såg Gonzalo möjligheten att grunda sin egen dynasti i Peru och definitivt bryta sig loss från den spanska kronan. Kriget och de politiska växlingarna innebar att Pedro la Gasca 1549, när landet väl hade fredats och Gonzalo Pizarro hade dött, beordrade Francisca att åka till Spanien, i en exil mer eller mindre tvingad av kejsar Karl I själv. Det innebar att hon, en symbol, där den högsta inkakejserliga värdigheten och den materiella och politiska makt som ärvts från hans far, avlägsnades från Peru.
I Spanien blev hon kär i sin farbror Hernando Pizarro, som då var fånge i slottet La Mota (Valladolid). År 1552 fullbordades förhållandet med ett bröllop, och tillsammans inledde paret en lång rättsprocess mot kronan för att få tillbaka en del av den förmögenhet som konfiskerats från familjen Pizarro. Maken Hernando Pizarro frigavs 1562. De lyckades återvinna en del av förmögenheten. Hon blev änka 1578, och gifte sig 1581 med Pedro Arias Portocarrero, en bankrutt änkeman från Extremadura.